# Эль-Шехаби, Ислам
Ислам Эль-Шехаби (араб. إسلام الشهابي‎, род. 1 августа 1982, Каир) — египетский дзюдоист, чемпион и призёр чемпионатов Африки, призёр Африканских игр, призёр чемпионата мира, участник четырёх Олимпиад.

## Карьера
Выступал в тяжёлой (свыше 100 кг) и абсолютной весовых категориях. 9 раз становился чемпионом Африки, 9 раз серебряным и трижды бронзовым призёром чемпионатов Африки. В 2011 году стал серебряным призёром Африканских игр.
На летних Олимпийских играх 2004 года в Афинах Эль-Шехаби проиграл украинцу Виталию Полянскому и выбыл из борьбы за медали.
На летних Олимпийских играх 2008 года в Пекине победил венгра Барну Бора, но проиграл японцу Сатоси Исии. В утешительной схватке Эль-Шехаби проиграл итальянцу Паоло Бианчесси и стал 13-м в общем зачёте.
На следующей Олимпиаде в Лондоне Эль-Шехаби в первой же схватке проиграл белорусу Игорю Макарову и остался без наград Олимпиады.
На Олимпиаде 2016 года в Рио-де-Жанейро египтянин уступил израильтянину Ору Сассону и занял итоговое 33-е место.